# Selemdscha
Die Selemdscha (russisch Селемджа́) ist ein 647 Kilometer langer linker Nebenfluss der Seja im Fernen Osten Russlands (Asien).

## Verlauf
Die Selemdscha entspringt in etwa 1550 m Höhe im Norden des hier über 2.000 m hohen Burejagebirges an der Grenze der Oblast Amur zur Region Chabarowsk. Wenige Kilometer von der Quelle entfernt treffen drei der Hauptkämme des Gebirges aufeinander: Dusse-Alin von Süden, Esop von Westen und Jam-Alin von Norden; wenig südlich entspringen die Quellflüsse der Bureja.
Zunächst fließt die Selemdscha als schneller Gebirgsfluss in einem engen Tal nach Nordwesten und wendet sich dann nach Westen, wobei sich das Tal unterhalb Ekimtschan verbreitert. Die in Ost-West-Richtung nördlich dieses Flussabschnittes verlaufenden Bergketten werden nach ihm Selemdschagebirge genannt. Östlich Fewralsk erreicht der Fluss die Seja-Bureja-Ebene, entlang deren Nordwestrand er im weiteren Verlauf in südwestlichen Richtungen fließt.
Die Selemdscha mündet beim Rajonverwaltungszentrum Nowokijewski Uwal, etwa 60 Kilometer nordöstlich der Stadt Swobodny als deren bedeutendster Nebenfluss bei 155 m Höhe in die Seja. Auf ihrer gesamten Länge durchfließt die Selemdscha das Territorium der Oblast Amur.
Die größten Nebenflüsse sind Kumussan, Selitkan, Nora und Orlowka von rechts sowie Ulma, Charga, Ogodscha, Gerbikan, Byssa und Aldikon von links. Im Einzugsbereich des Flusses gibt es etwa 4500 Seen mit einer Gesamtfläche von mehr als 270 km².

## Hydrographie
Das Einzugsgebiet der Selemdscha umfasst 68.600 km². In Mündungsnähe erreicht der Fluss eine Breite bis 300 Meter und über drei Meter Tiefe; die Fließgeschwindigkeit beträgt 0,8 m/s.
Die mittlere Wasserführung beträgt in Mündungsnähe 715 m³/s, bei einem Minimum von nur 5 m³/s im März und einem absoluten Maximum von 10.300 m³/s im Juni.
Die Selemdscha gefriert zwischen Anfang November und Anfang Mai.

## Wirtschaft und Infrastruktur
Die Selemdscha ist auf 146 Kilometern ab dem Dorf Norsk, unterhalb der Einmündung der Nora, schiffbar. Bei hohem Wasserstand ist sie weitere ungefähr 200 Kilometer bis Ekimtschan befahrbar.
Gegen Ende des 19. Jahrhunderts begann im Gebiet der oberen Selemdscha die Goldförderung. 1882 entstand eine erste Siedlung an Stelle des heutigen Ekimtschan (Verwaltungszentrum des gleichnamigen, das gesamte Gebiet des Selemdscha Ober- und Mittellaufes umfassenden Rajons). In der sowjetischen Periode wurde der Goldbergbau intensiviert: in den 1940er und 1950er entstanden in diesem Zusammenhang die Siedlungen städtischen Typs Koboldo und Stoiba unmittelbar an der Selemdscha sowie Tokur, Slatoustowsk und Ogodscha an ihren Zuflüssen. Diese Orte sind über eine Straße erreichbar, die bei Swobodny von der Fernstraße M58 Amur abzweigt und zunächst der Seja, dann der Selemdscha abschnittsweise in unmittelbarer Nähe folgt.
Seit den 1980er Jahren kreuzt die Baikal-Amur-Magistrale auf einer 700 Meter langen Brücke, einer der längsten im Streckenverlauf, den Mittellauf der Selemdscha. Unweit entstand eine größere Bahnstation mit zugehöriger Siedlung. Das 1896 gegründete und 1982 zur Siedlung städtischen Typs erhobene Fewralsk ist heute mit knapp 5000 Einwohnern größter Ort am Fluss. Im Verlauf der Straße nach Ekimtschan gibt es keine Brücke, sondern 30 Kilometer oberhalb Fewralsk beim Dorf Selemdschinsk eine Fähre.